# Gutenberg–Richter-összefüggés

A Gutenberg–Richter-törvény b=1 esetre

A szeizmológiában a Gutenberg–Richter-összefüggés vagy Gutenberg–Richter-törvény (GR-törvény) összefüggést határoz meg bármilyen területen előforduló földrengések magnitúdója és a legalább akkora magnitúdójú rengések előfordulási száma között.
{\displaystyle \!\,{\lg N}=a-bM}
vagy
{\displaystyle \!\,N=10^{a-bM}}
Ahol:
- {\displaystyle \!\,N} azon események száma, melyek magnitúdója {\displaystyle \!\,\geq M}
- {\displaystyle \!\,a} és {\displaystyle \!\,b} pedig konstansok.

Az összefüggést először Charles Francis Richter és Beno Gutenberg ismerte fel. A logaritmikus gyakorisági összefüggés meglepően robusztusnak bizonyult, földrajzi helytől kevéssé függ, és időben is állandónak mondható.

A Gutenberg–Richter-összefüggés a 'b' konstans különböző értékeire

A b konstans értéke szeizmikusan aktív területeken 1,0 körül van. Ez azt jelenti, hogy minden 4,0 magnitúdójú eseményre 3,0 magnitúdójúból 10, 2,0 magnitúdójúból mintegy 100 esik. A b értéke 0,5–1,5 között némileg variálódik, a terület tektonikus környezetétől függően. Fontos kivételt képeznek ez alól a földrengésrajok, melyeknél a b értéke akár 2,5 is lehet, tehát a kis rengések számaránya még jobban megnő a nagy rengésekhez képest. Ha a b jelentősen eltér az 1,0-tól, az a mérési adatok problémájára utal; például hiányos adatokra, vagy a magnitúdók számításával kapcsolatos hibákra.

A GR-törvény ideális esetétől való eltérés b=1-nél

Létezik egy olyan tendencia, hogy a b-érték lecsökken a kisebb magnitúdójú eseményeknél. Ezt a b érték „letörésének” (roll-off) nevezik, mivel a GR-törvény logaritmikus léptékű ábrája az alacsony magnitúdóértékű végen ellaposodik. A GR-törvényt pontosan követő mérési adatok egyenes vonal mentén helyezkednének el. Korábban ezt a letörést a hiányos észleléseknek tudták be, mivel a kisebb rengéseket kevesebb mérőállomás képes észlelni, így teljesen ki is maradhatnak a mérési adathalmazból. Egyes újabb földrengés-dinamikai modellekben a b érték letörése a mérési adatok hiányosságára való hivatkozás nélkül is megmagyarázható.
Az a konstans értéke kevésbé érdekes, ez egyszerűen az adott régió teljes szeizmikus aktivitásának a mérőszáma. Ez még nyilvánvalóbb, ha a Gutenberg–Richter-összefüggést az események teljes számának függvényében fejezzük ki:
{\displaystyle N=N_{\mathrm {TOT} }10^{-bM}\ } ,
ahol
{\displaystyle N_{\mathrm {TOT} }=10^{a}\ }, az események teljes száma.
Az összefüggés modern értelmezéseiben szerepet kapnak az önszervező kritikalitás (self-organized criticality), illetve az önhasonlóság elméletei.

## Fordítás
- Ez a szócikk részben vagy egészben a Gutenberg–Richter law című angol Wikipédia-szócikk ezen változatának fordításán alapul.  Az eredeti cikk szerkesztőit annak laptörténete sorolja fel. Ez a jelzés csupán a megfogalmazás eredetét és a szerzői jogokat jelzi, nem szolgál a cikkben szereplő információk forrásmegjelöléseként.